# Kostas Peristeridis
 Konstantinos Kostas Peristeridis (Chania 5 juli 1991) is een Grieks voetballer die als keeper speelt.
Hij speelde tussen 2003 en 2007 in de jeugd bij Ionia Chania 2000 voor hij door AFC Ajax naar Nederland gehaald werd. In 2009 stapte hij over naar de jeugd van FC Volendam waar hij bij de selectie van het eerste team kwam. In het seizoen 2010/11 debuteerde hij voor Almere City FC. Peristeridis speelde in totaal 10 wedstrijden in het betaalde voetbal in Nederland. Per 2012 is hij weer naar zijn geboorteland teruggekeerd waar hij voor Panionios ging spelen. Van 2013 tot 2015 speelde hij bij Platanias FC. In 2015 ging hij voor PAS Giannina spelen.
Hij speelde ook driemaal voor Griekenland onder 19.

## Clubstatistieken
| Seizoen | Club             | Competitie      | Duels | Goals |
| ------- | ---------------- | --------------- | ----- | ----- |
| 2009/10 | FC Volendam      | Eerste divisie  | 0     | 0     |
| 2010/11 | Almere City FC   | Eerste divisie  | 10    | 0     |
| 2011/12 | Almere City FC   | Eerste divisie  | 0     | 0     |
| 2012/13 | Panionios        | Super League    | 15    | 0     |
| 2013/14 | Platanias Chania | Super League    | 2     | 0     |
| 2014/15 | Platanias Chania | Super League    | 2     | 0     |
| 2015/16 | PAS Giannina     | Super League    | 12    | 0     |
| 2016/17 | PAS Giannina     | Super League    | 11    | 0     |
| 2017/18 | PAS Giannina     | Super League    | 0     | 0     |
| 2018/19 | PAS Giannina     | Super League    | 0     | 0     |
| 2019/20 | PAS Giannina     | Super League 2  | 1     | 0     |
| 2020/21 | Niki Volos       | Football League | 12    | 0     |
| 2021/22 | Niki Volos       | Super League 2  | 5     | 0     |
| 2022/23 | GS Ilioupolis    | Gamma Ethniki   | 0     | 0     |
| Totaal  | Totaal           |                 | 70    | 0     |